# Re:从零开始的异世界生活 虚假的王选候补
《Re:从零开始的异世界生活 虚假的王选候补》是Chime开发、Spike Chunsoft于2021年1月28日发行的冒险游戏，对应Microsoft Windows、PlayStation 4和任天堂Switch平台。游戏改编自小说《Re:從零開始的異世界生活》。

## 評價
日本杂志《Fami通》为游戏打出32/40分。据西方评论汇总媒体Metacritic统计，游戏PlayStation 4和任天堂Switch版分别得到68/100和75/100分。